# 김현수 (1937년)
김현수(1937년 9월 7일~)는 대한민국의 정치인이다. 제10·12대 국회의원, 제23대 충북 청주시장을 역임했다.

## 역대 선거 결과
|  | 14.51% |

|  | 31.28% |

|  | 26.21% |

|  | 28.48% |

|  | 29.11% |

|  | 34.42% |

|  | 30.69% |

|  | 27.76% |

| 전임 오병하 | 제23대 충청북도 청주시장 1995년 7월 1일~1998년 6월 30일 | 후임 나기정 |